# Opus (Lokris)
Opus (altgriechisch Ὀποῦς Opús (f. sg.)) war eine antike Stadt in der Region Lokris in Mittelgriechenland und galt in der Antike als eine der ältesten Städte Griechenlands.

## Lage
Die Lokris zerfiel in zwei Teile, Westlokris und Ostlokris, die durch das Parnassos-Gebirge und das Kallidromos-Massiv getrennt waren. Opus war die Hauptstadt der Ostlokris, die daher auch Opuntische Lokris genannt wurde. Die Bevölkerung der beiden politisch eigenständigen Gebiete war ethnisch eng verwandt. Die Stadt lag nicht unmittelbar am Meer; sie hatte einen Hafen namens Kynos. Die genaue Lage von Opus ist nicht geklärt; es befand sich an der Bucht von Atalanti, die in der Antike Opuntischer Golf genannt wurde, entweder auf dem Kastraki-Hügel südlich des heutigen Kyparissi oder in der Nähe des heutigen Atalanti.
Für die Lokalisierung von Opus auf dem Kastraki-Hügel sprechen die Angaben der antiken Autoren. Nach Titus Livius war die Stadt eine römische Meile (entspricht ca. 1,5 km) vom Meer entfernt. Strabon berichtet, dass Opus 15 Stadien (etwa 2,8 km) vom Meer und 60 Stadien (etwa 11 km) von Kynos entfernt lag. Während der Kastraki-Hügel etwa 2,4 km südlich der Bucht von Atalanti, 1,4 km westlich einer weiteren Bucht und 11 km südlich von Kynos liegt, ist Atalanti etwa 8 km vom Meer und etwa 9 km von Kynos entfernt.
Für Identifizierung von Atalanti mit Opus sprechen zahlreiche Inschriften, in denen Opus genannt wird und die bei Atalanti entdeckt wurden.

## Überlieferung
Die Stadt wurde laut griechischer Mythologie nach Opus, dem Sohn des Lokros und der Kambyse, benannt. Er erhielt die Herrschaft über die Stadt noch zu Lebzeiten seines Vaters. Schon bei Homer wird Opus an drei Stellen der Ilias erwähnt. So soll der griechische Held Patroklos gebürtig aus Opus stammen, und Ajax führte die Lokrer in den Trojanischen Krieg.
Während des Zweiten Perserkrieges im August 480 v. Chr. entsandte Opus Truppen nach Trachis, die mit Leonidas I. an der Schlacht bei den Thermopylen teilnahmen. Einen Monat später nahmen sieben opuntische Fünfzigruderer an der Schlacht von Salamis teil. Im Sommer 479 v. Chr. schlossen sich die Lokrer dem griechischen Heer bei der Schlacht von Plataiai gegen die Perser an.
456 v. Chr. überfielen die Athener die spartafreundliche Stadt und entführten die hundert reichsten Männer. 431 v. Chr. besetzten die Athener die Insel Atalanti vor der opuntischen Küste. Fünf Jahre später, 426 v. Chr., wurde Opus durch ein Erdbeben zerstört. Nach dem Nikiasfrieden mussten die Athener 421 v. Chr. die Insel Atalanti räumen. Opus wurde schließlich Mitglied im Böotischen Bund und prägte ab etwa 405 v. Chr. eigene Münzen. Im Vierten Heiligen Krieg 340–338 v. Chr. unterstützte die Stadt jedoch den makedonischen König Philipp II. 338 v. Chr., nach der Niederlage des Böotischen Bundes bei der Schlacht von Chaironeia, wurde Opus von Ätolien vereinnahmt. Beim Einfall der Galater 279 v. Chr. entsandten die opuntischen Lokrer ein Heer von 700 Fußsoldaten unter der Führung von Meidias zu den Thermopylen.
234 v. Chr. schlossen sich die Lokrer Demetrios II. von Makedonien an. 208 v. Chr. eroberte und plünderte König Attalos I. von Pergamon die Stadt. Philipp V. konnte sie jedoch bald wieder zurückgewinnen. Im Oktober 198 v. Chr. erhob sich ein Teil der Opuntier gegen die Makedonen. Während sie die Römer um Hilfe baten, wandten sich ihre Gegner an die Aitolier. Die Aufständischen konnten jedoch die Stadt bis zum Eintreffen der Römer verteidigen, und so konnte Titus Quinctius Flamininus Opus mit Leichtigkeit erobern. Um 106 n. Chr. richtete ein schweres Erdbeben Verheerungen an.
In frühbyzantinischer Zeit war Opus Bischofssitz, so nahm 431 n. Chr. Bischof Domninus von Opus am Konzil von Ephesos und 451 n. Chr. Bischof Athanasius von Opus am Konzil von Chalcedon teil. Während es im 8. Jahrhundert noch als Bischofssitz bezeugt ist, bestand im 10. Jahrhundert das Bistum nicht mehr, denn die Stadt war wohl im 9. Jahrhundert von ihren Einwohnern, die nach Atalanti übersiedelten, verlassen worden.
Aus dem lokrischen Opus stammt der im 4. Jahrhundert v. Chr. lebende Platoniker Philippos von Opus.